# Musée d'art de Craiova
 (août 2023).
La mise en forme du texte ne suit pas les recommandations de Wikipédia : il faut le « wikifier ».
Les points d'amélioration suivants sont les cas les plus fréquents. Le détail des points à revoir est peut-être précisé sur la page de discussion.
- Les titres sont pré-formatés par le logiciel. Ils ne sont ni en capitales, ni en gras.
- Le texte ne doit pas être écrit en capitales (les noms de famille non plus), ni en gras, ni en italique, ni en « petit »…
- Le gras n'est utilisé que pour surligner le titre de l'article dans l'introduction, une seule fois.
- L'italique est rarement utilisé : mots en langue étrangère, titres d'œuvres, noms de bateaux, etc.
- Les citations ne sont pas en italique mais en corps de texte normal. Elles sont entourées par des guillemets français : « et ».
- Les listes à puces sont à éviter, des paragraphes rédigés étant largement préférés. Les tableaux sont à réserver à la présentation de données structurées (résultats, etc.).
- Les appels de note de bas de page (petits chiffres en exposant, introduits par l'outil «  Source ») sont à placer entre la fin de phrase et le point final[comme ça].
- Les liens internes (vers d'autres articles de Wikipédia) sont à choisir avec parcimonie. Créez des liens vers des articles approfondissant le sujet. Les termes génériques sans rapport avec le sujet sont à éviter, ainsi que les répétitions de liens vers un même terme.
- Les liens externes sont à placer uniquement dans une section « Liens externes », à la fin de l'article. Ces liens sont à choisir avec parcimonie suivant les règles définies. Si un lien sert de source à l'article, son insertion dans le texte est à faire par les notes de bas de page.
- La présentation des références doit suivre les conventions bibliographiques. Il est recommandé d'utiliser les modèles {{Ouvrage}}, {{Chapitre}}, {{Article}}, {{Lien web}} et/ou {{Bibliographie}}. Le mode d'édition visuel peut mettre en forme automatiquement les références.
- Insérer une infobox (cadre d'informations à droite) n'est pas obligatoire pour parachever la mise en page.

Pour une aide détaillée, merci de consulter Aide:Wikification.
Si vous pensez que ces points ont été résolus, vous pouvez retirer ce bandeau et améliorer la mise en forme d'un autre article.
Le musée d'art de Craiova ( roumain : Muzeul de Artă din Craiova) est un musée d'art du sud de la Roumanie situé à Craiova, en Olténie.
Le musée se trouve dans le Palais Constantin Mihail, construit entre 1898 et 1907 selon les plans de l'architecte français Paul Gottereau. Le palais appartenait autrefois à Michael Constantine (1837-1908), membre de l'une des familles les plus riches de Roumanie  et est connu sous le nom de Palais Jean Mihail. Le palais est décoré d'escaliers en marbre de Carrare, de murs en soie de Lyon, de lustres en verre de Murano, de plafonds peints, de stucs en partie dorés et de miroirs vénitiens. Il a accueilli des rois de Roumanie, le président polonais en exil Ignacy Mościcki (1867-1946) en 1939, l'ancien dictateur yougoslave Josip Broz Tito (1892-1980).

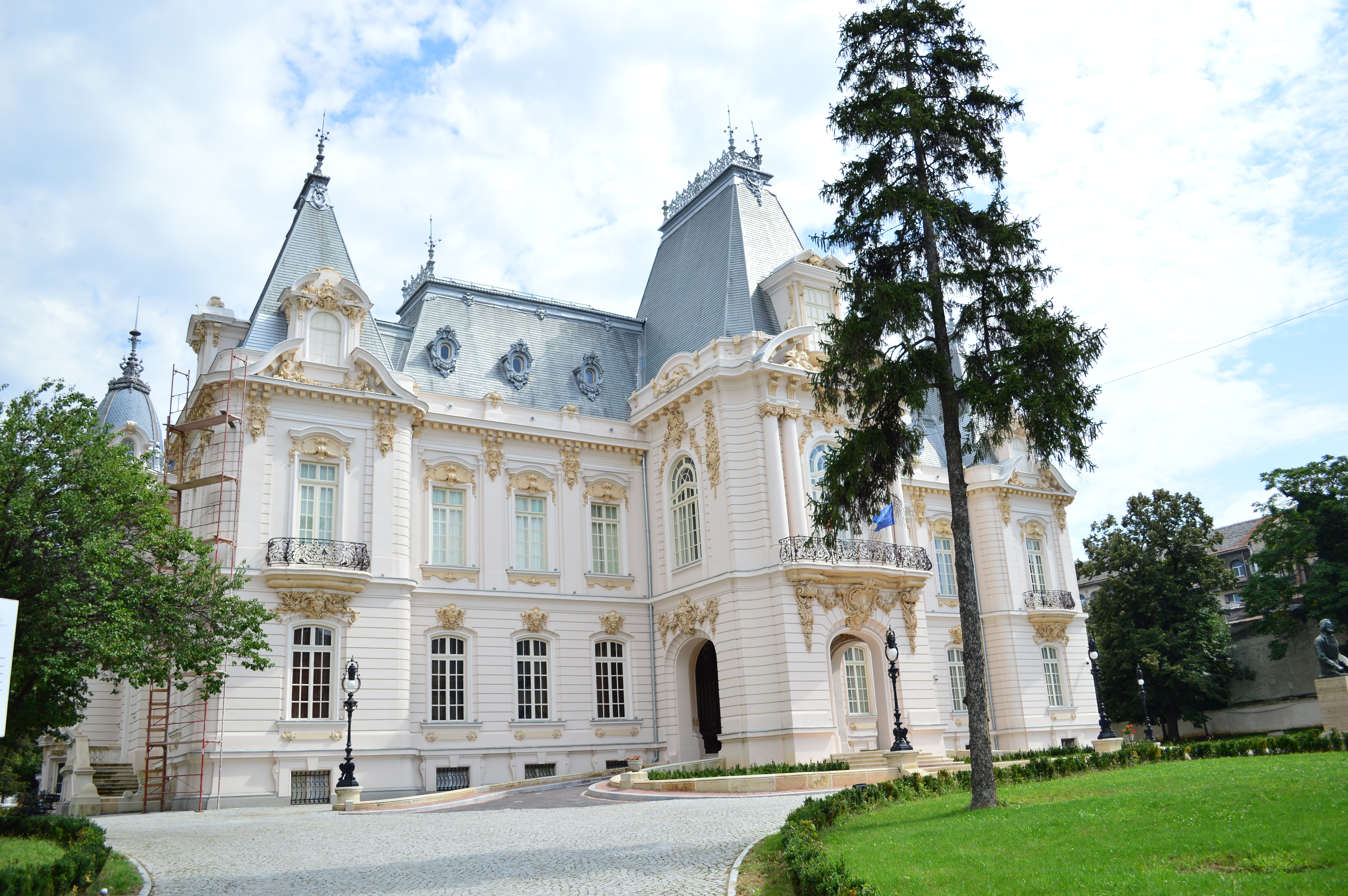
Palais Constantin Mihail, qui abrite aujourd'hui le musée d'art de Craiova.

Le musée a été fondé en 1954. C'est le principal musée d'art de la ville de Craiova et la principale attraction touristique importante de la ville. L'attraction majeure du musée est la galerie consacrée à Constantin Brâncuși. On y trouve six de ses premières sculptures (y compris des variantes de ses œuvres les plus connues) : Vitellius (1898), Miss Pogany (1902), The Vainglory (1905), Boy's Head (1906), Le Baiser (1907) et Torse de femme (1909). Il possède également une grande variété de peintures d'importantes de maîtres roumains comme par exemple : Theodor Aman, Nicolae Grigorescu, Vasile Popescu, Ștefan Luchian et Theodor Pallady, ainsi que des icônes roumaines.
Le palais est classé monument historique par le ministère roumain de la Culture et des Affaires religieuses.